# Fluorure
Un ion fluorure F− est la forme ionique du fluor. Il s'agit d'un atome de fluor qui a gagné un électron pour avoir une couche saturée. En tant qu'halogène, le fluor forme un ion monovalent. Il porte une charge négative : c'est un anion. L’ion fluorure contient dans son nuage électronique 10 électrons

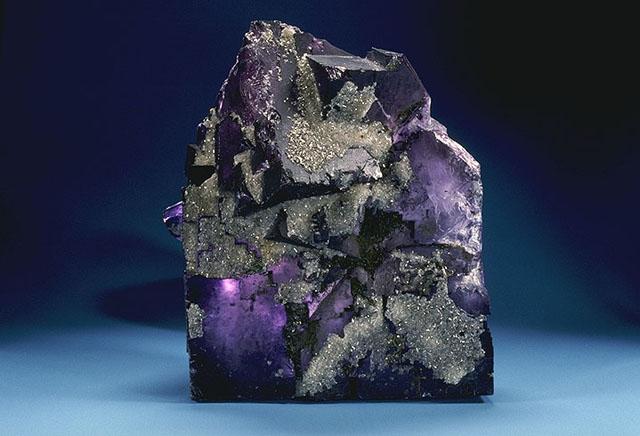
Fluorite (CaF_{2}).

Le fluorure forme un composé binaire avec un autre élément ou radical. L'ion fluorure est un réducteur extrêmement faible, ses électrons étant fortement liés (potentiel rédox de 2,87 V) à un noyau peu masqué. C'est aussi le plus petit anion ce qui explique sa capacité élevée de fixation et de recombinaison à diverses molécules (y compris celles formant les dents et les os) et, en grande partie, sa toxicité. Exemples de fluorures usuels : l'acide fluorhydrique (HF), et le fluorure de sodium (NaF).

## Utilisations
Agent prophylactique des caries : 
- Fluorure de sodium, associations (Code ATC : A01AA51 Fluorure de sodium, associations)
- Monofluorophosphate de sodium (Code ATC : A01AA02 Monofluorophosphate de sodium)
- Olaflur (Code ATC : A01AA03 Olaflur)
- Fluorure stanneux (Code ATC : A01AA04 Fluorure stanneux)
- Associations (Code ATC : A01AA30 Associations)

## Fluorures et santé humaine

### Fortes concentrations
À haute dose, les composés fluorés sont toxiques et peuvent provoquer la mort.
Chez la souris, la DL50 est de 184 mg de fluorure stanneux par kilogramme de masse corporelle. En 1987, G. M. Whitford rapportait le décès d'un enfant, consécutif à l'administration accidentelle de fluorures à raison de 5 mg/kg, mais dès 1899 Herbert B. Baldwin  avait observé sur lui-même des symptômes d'empoisonnement à la suite de l'absorption de fluorures à des doses aussi faibles que 0,1-0,3 mg/kg, entre autres des désordres gastro-intestinaux.
Par ingestion directe, les composés fluorés sont directement assimilés au niveau des intestins. 

Au fil des heures, ces substances sont évacuées dans les urines, hormis pour une partie des fluorures qui se sont fixés au niveau du squelette. 

L'analyse d'urine est un moyen fiable de détecter une exposition récente à des composés fluorés.
Le contact de composés fluorés concentrés avec la peau, les muqueuses ou l’œil est généralement dangereux. 

En cas d'ingestion accidentelle, l'absorption peut être ralentie en buvant du lait, du carbonate de calcium ou du lait de magnésium.

Les vêtements contaminés doivent être enlevés et lavés à l'eau.

### Intoxication chronique
Les ions fluorures se substituent aux ions hydroxydes dans l'hydroxyapatite formant l'émail dentaire (de formule brute Ca5[(PO4)3OH]), pour former du calcium fluoroapatite (de formule brute Ca5[(PO4)3F]). Cette dernière molécule est plus stable chimiquement et ne se dissout qu'à un pH de 4,5 (au lieu de 5,5 pour l'émail dentaire). L'industrie du dentifrice en tire argument pour affirmer que les dentifrices fluorés contribuent à la lutte contre les caries, puisqu’il faut une ambiance plus acide pour attaquer les dents soignées aux fluorures. Historiquement, c'est en 1951 que deux chercheurs de l'université d'Indiana (Bloomington), Joseph C. Muhler et Harry G. Day publièrent leurs recherches sur le fluorure stanneux et ses effets dans la prévention des caries. L'université vendit d'abord leur brevet au groupe Procter & Gamble qui l'utilisa pour produire le dentifrice Crest. Plusieurs organismes, notamment l'American Dental Association (ADA) et l'Organisation mondiale de la santé (OMS), se sont appuyés sur les études épidémiologiques disponibles pour approuver la  fluoration systématique de l'eau, et quelques organisations sanitaires recommandent même d'élever la fluoration de l'eau potable jusqu'à des concentrations de 0,7 à 1,2 ppm.
L'un des effets secondaires les plus largement admis de la fluoration de l'eau aujourd'hui est la fluorose, une affection liée à la consommation régulière de fluorures pendant plusieurs années, et qui se traduit par un jaunissement des dents. La concentration en fluorures susceptible d'entraîner cette maladie est de l'ordre de quelques ppm, et on admet généralement qu'il faut pour cela dépasser nettement la concentration de 0,7 à 1.2 ppm, les doses recommandées pour la fluoration de l'eau. Pour autant, les pathologies sont essentiellement liées à un mauvais dosage : le fait de savoir si une concentration est toxique pour un individu dépend de la quantité de fluorures qu'il aura ingérés précédemment et de son poids. C'est la raison pour laquelle de nombreux médecins ont protesté contre la fluoration systématique, et recommandent un dosage adapté aux enfants.

### Thèses contestées
Certains adversaires de la fluoration de l'eau affirment que les fluorures portent atteinte aux fonctions vitales. Le principal argument est que les fluorures diminuent la résistance des os, et sont à l'origine d'une plus grande fréquence de fractures du col du fémur et du poignet. Parmi les autres méfaits dénoncés par les opposants à la fluoration, il faut mentionner l'action des fluorures sur le cerveau, la fonction thyroïdienne, et le fait qu'ils seraient responsables d'une plus grande fréquence du cancer des os chez les garçons. Si une enquête récente du US National Research Council confirme que les fluorures sont responsables, du moins à haute dose, d'affections semblables, plus d'une centaine d'institutions sanitaires  gouvernementales et internationales et d'organisations professionnelles persistent à reconnaître les vertus de la fluoration d'eau potable dans la prévention des caries dentaires. On retrouve cette théorie, exagérée, dans le film Docteur Folamour.

### Sources alimentaires
Divers aliments sont naturellement riches en fluor, dont les algues et poissons marins (surtout si consommés avec leurs arêtes, comme les sardines, car le fluor y est concentré) ; les dattes, les crucifères (comme le chou-fleur et le chou de Bruxelles), les épinards, carottes, oignons, asperges, tomates, concombres, avocat, navets, citronnelle, fanes de betteraves, pissenlits ; les noix et amandes ; certains condiments (cumin, persil, ail)[réf. souhaitée]… 
Les boissons et liquides : dans certaines régions du monde, l'eau du robinet et certaines eaux de source sont naturellement riche en fluor (parfois trop). Les feuilles de thé sont également riches en fluor (capté dans le sol). Les boissons alcoolisées sont aussi une source significative de fluor, avec des variations selon leur origine géographique (pour les alcools fabriqués par fermentation de grains dans de l'eau comme la bière, le whisky, la vodka…). Par exemple en Pologne, une étude (2016) a trouvé des taux de fluorures nettement plus élevés dans les boissons moyennement alcoolisées (< 10 % d'éthanol), que dans les boissons très alcoolisées (> 40 % éthanol) ; et les bières et les vins en contenaient plus que les vodkas. Ces différences restent à expliquer, mais les auteurs concluent que « les boissons alcoolisées doivent être considérées comme une source importante de fluorure délivrée à l'organisme ».

## Dépollution d'eau ou fluides pollués par des fluorures
Une des propositions existantes est d'utiliser une des propriétés chimiques d'un déchet industriel (la boue rouge produite par millions de tonnes par l'industrie aluminière), qui se montre capable de fixer les fluorures, surtout si elle a été "activée", c'est-à-dire préparée pour optimiser cette propriété, qui est la plus manifeste à un pH 5,5 et dans certaines conditions,. La mise en contact, avec agitation, doit cependant durer plusieurs heures (au moins deux).